# Las vísperas (Rajmáninov)
La Vigilia de toda la noche o Las vísperas (del ruso: Всенощное бдение, Vsenoshchnoe bdenie) o Misa de vísperas, Opus 37, es una composición coral a cappella de Sergéi Rajmáninov, escrita y estrenada en 1915. 

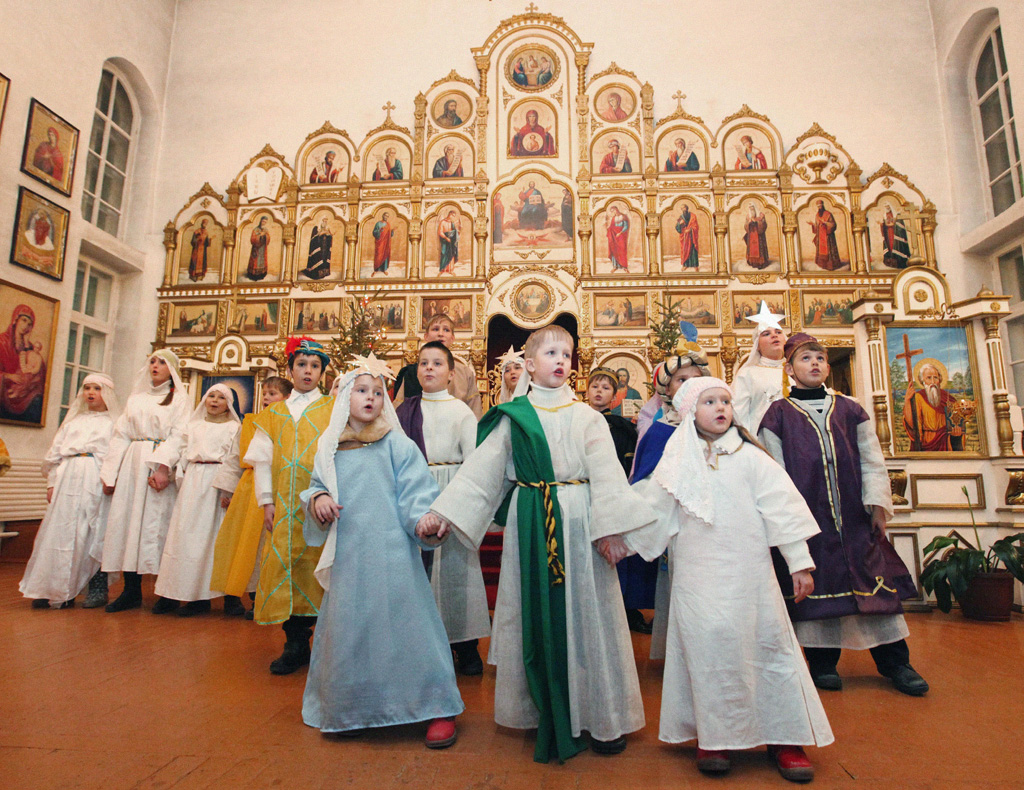
Vigilia de toda la noche el día de Nochebuena en la catedral de San Andrés en la ciudad de Fokino, Óblast de Briansk

## Descripción
Consiste en la entonación de textos tomados de la celebración rusa ortodoxa de la ceremonia de Vigilia de toda la noche, en la de la Iglesia ortodoxa rusa. Ha sido considerado como el mayor logro del compositor y el mayor logro musical de la Iglesia ortodoxa rusa. Es una de las dos composiciones favoritas de Rajmáninov junto con Las campanas y el compositor pidió que uno de sus movimientos (el quinto) fuera cantado en su funeral. El título de la obra se traduce como Vísperas, lo que es, tanto literalmente como conceptualmente, erróneo al aplicarlo a toda la obra, dado que corresponden solo a una parte: de los quince movimientos que fueron escritos, solo los seis primeros movimientos se corresponden con los textos de la hora canónica de las vísperas, correspondiendo los movimientos 7-14 a los maitines y el movimiento final a la hora prima.
| Seq. | Eslavo eclesiástico                                | Transliteración                                       | Español                                                                  |
| ---- | -------------------------------------------------- | ----------------------------------------------------- | ------------------------------------------------------------------------ |
| 1    | Пріидите, поклонимся.                              | Priidite, poklonimsya.                                | Venid, adoremos al Rey nuestro Dios.                                     |
| 2    | Благослови, душе моя, Господа. Греческаго роспѣва. | Blagoslovi, dushe moya, Gospoda. Grecheskago rospeva. | Salmo 103: Bendice, alma mía, al Señor. Canto Griego.                    |
| 3    | Блаженъ мужъ.                                      | Blazhen muzh.                                         | Bienaventurado el hombre.                                                |
| 4    | Свѣте тихій. Кiевскаго роспѣва.                    | Svete tikhiy. Kievskago rospeva.                      | Phos Hilaron (Luz que alegra). Canto de Kiev.                            |
| 5    | Нынѣ отпущаеши. Кiевскаго роспѣва.                 | Nïne otpushchayeshi. Kievskago rospeva.               | Nunc dimittis (Ahora, Señor, despide en paz a tu siervo). Canto de Kiev. |
| 6    | Богородице Дѣво.                                   | Bogoroditse Devo.                                     | Salve, Virgen María, Madre de Dios                                       |
| 7    | Слава въ вышнихъ Богу (шестопсалміе).              | Slava v vïshnikh Bogu (shestopsalmiye).               | Gloria a Dios en las alturas (Los Seis Salmos).                          |
| 8    | Хвалите имя Господне. Знаменнаго роспѣва.          | Khvalite imya Gospodne. Znamennago rospeva.           | Bendito sea el nombre del Señor. Canto Znamennyy.                        |
| 9    | Благословенъ еси, Господи. Знаменнаго роспѣва.     | Blagosloven yesi, Gospodi. Znamennago rospeva.        | Bendito eres tú, oh Señor. Canto Znamennyy.                              |
| 10   | Воскресеніе Христово видѣвше.                      | Voskreseniye Khristovo videvshe.                      | Habiendo visto la Resurrección.                                          |
| 11   | Величитъ душа моя Господа.                         | Velichit dusha moya Gospoda.                          | Engrandece mi alma al Señor.                                             |
| 12   | Великое славословіе. Знаменнаго роспѣва.           | Velikoye slavosloviye. Znamennago rospeva.            | La Gran Doxología. Canto Znamennyy.                                      |
| 13   | Тропарь. Днесь спасеніе. Знаменнаго роспѣва.       | Tropar'. Dnes spaseniye. Znamennago rospeva.          | Troparion.Hoy ha venido la salvación al mundo. Canto Znamennyy.          |
| 14   | Тропарь. Воскресъ изъ гроба. Знаменнаго роспѣва.   | Tropar'. Voskres iz groba. Znamennago rospeva.        | Troparion. Cuando resucitaste de la tumba. Canto Znamennyy.              |
| 15   | Взбранной воеводѣ. Греческаго роспѣва.             | Vzbrannoy voyevode. Grecheskago rospeva.              | A Ti, victoriosa Líder. Canto griego a la Virgen.                        |

## Composición e historia de su interpretación

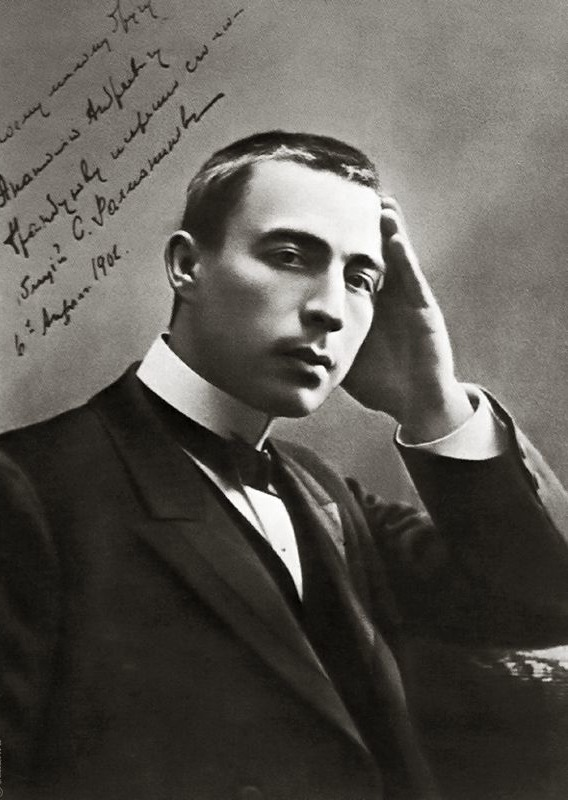
Rajmáninov en 1906

Las vísperas fue escrita en menos de dos semanas entre enero y febrero de 1915 y fue estrenada en Moscú en marzo de ese año, en parte para apoyar el esfuerzo de Rusia durante la Primera Guerra Mundial. Nikolai Danilin dirigió el coro masculino sinodal de Moscú en el estreno. Tuvo una buena acogida por parte del público y los críticos, y tuvo tanto éxito que fue reinterpretada cinco veces más en solo un mes. Sin embargo, la Revolución rusa de 1917 y el surgimiento de la Unión Soviética provocaron la prohibición de toda la música religiosa, y el 22 de julio de 1918 el coro sinodal fue sustituido por el coro no religioso del pueblo. Se ha escrito que «ninguna composición representa el final de una era tan claramente como esta obra litúrgica».